# 我等の地
我等の地（われらのち、フィンランド語: Maamme、スウェーデン語: Vårt land）は、フィンランドの国歌。楽曲がエストニアの国歌と同じである。
また、フィンランドにおいては第二の国歌としてジャン・シベリウス作曲のフィンランディアが知られている。
歌詞は詩人のユーハン・ルードヴィーグ・ルーネベリにより、スウェーデン語で書かれた。ルーネベリの詞にフレドリク・パーシウス (Frederik Pacius) が曲をつけ、1848年5月13日に開かれた学生たちの春の祝典で初めて演奏された。
1863年に公用語がフィンランド語になると、パーヴォ・カヤンデルがフィンランド語に翻訳し、広く国民にも知られることとなる。フィンランド語バージョンはスウェーデン語版と意味はほとんど同じであるが、カヤンデルの訳では「祖国」の部分でフィンランドを意味する固有名詞「Suomi(スオミ)」が用いられており、スウェーデン語版と意味が全く同じというわけではない。
1919年にこの曲は公式な国歌として制定された。国歌として歌われるのは1番と最後の11番の歌詞のみであり、基本的には他の番は歌わない。

## 歌詞
フィンランド語歌詞による歌唱（ヘイッキ・クレメッティ指揮 スオメン・ラウル混声合唱団 1929年）

後半四行は繰り返す。

### フィンランド語版
1.

Oi maamme, Suomi, synnyinmaa!

Soi sana kultainen!

Ei laaksoa, ei kukkulaa,

ei vettä rantaa rakkaampaa

kuin kotimaa tää pohjoinen.

Maa kallis isien.

11.

Sun kukoistukses kuorestaan

kerrankin puhkeaa;

viel' lempemme saa nousemaan

sun toivos, riemus loistossaan,

ja kerran laulus, synnyinmaa

korkeemman kaiun saa.

### 日本語訳（フィンランド語版を参照）
1.

おお我らの国，フィンランドよ，故郷の地よ！

響け黄金の言葉よ！

谷も，丘も，

湖，岸辺さえも

この北の祖国より愛されはしない。

高貴な父祖の地。

11.

君の繁栄がその殻を破り

今一度咲き誇るのだ；

我らの愛はさらに高まり

あなたの希望、喜びに満ち溢れ，

今一度故国の歌が

より高らかに響くのだ。

### スウェーデン語版
1.

Vårt land, vårt land, vårt fosterland,

ljud högt, o dyra ord!

Ej lyfts en höjd mot himlens rand,

ej sänks en dal, ej sköljs en strand,

mer älskad än vår bygd i nord,

än våra fäders jord!

11.

Din blomning , sluten än i knopp,

Skall mogna ur sitt tvång;

Se, ur vår kärlek skall gå opp

Ditt ljus, din glans, din fröjd, ditt hopp.

Och högre klinga skall en gång

Vår fosterländska sång.

### 日本語訳（スウェーデン語版を参照）
1.

我らの国，我らの国，故郷の地よ！

高貴なる言葉よ，響け高らかに

空まで届く程の山々も

底深き谷間も，波打つ浜も

この北の祖国よりは愛されないだろう

我らの父祖の地よりは

11.

未だ芽を閉じている君の花は

その絆より実を結ぶ

見よ，私たちの愛でさらに高まる

君の光，輝き，喜び，希望が

そして，より高らかに響かせよう

私たちの愛国の歌を